# Cap Bleu
Le cap Bleu est un cap de France situé à Saint-Pierre-et-Miquelon.

## Géographie
Le cap Bleu se situe dans le sud de Langlade, juste à l'ouest de la pointe du Ouest et au sud-est de la pointe Plate.

Vue aérienne de Langlade depuis le sud-ouest avec la pointe du Ouest en bas au centre.